# Токранов, Василий Викторович
Васи́лий Ви́кторович Токра́нов (2 августа 1989, Альметьевск, Татарская АССР, СССР) — российский хоккеист, защитник.
Воспитанник альметьевского «Нефтяника».
29 декабря 2016 года в составе «Ак Барса» набрал три очка (1+2) в игре с «Северсталью» (3:2).
15 февраля 2020 года забросил три шайбы в большинстве в ворота «Салавата Юлаева», включая победную шайбу в овертайме (5:4). Токранов стал седьмым защитником в истории КХЛ, кому удалось сделать хет-трик.
8 сентября 2020 года набрал три очка (2+1) в гостевом матче против «Торпедо» НН (6:4).

## Статистика
| Легенда | Легенда                    | Легенда | Легенда                   | Легенда | Легенда    |
| ------- | -------------------------- | ------- | ------------------------- | ------- | ---------- |
| И       | Количество проведённых игр | Штр     | Штрафное время            | +/−     | Плюс-минус |
| Г       | Голы                       | П       | Голевые передачи          | О       | Очки       |
| -       | Статистика неизвестна      | —       | Статистика не учитывалась |         |            |

## Достижения

### Командные
КХЛ
| Год  | Команда | Достижение                | Достижение |  |
| ---- | ------- | ------------------------- | ---------- |  |
| 2009 | Ак Барс | Обладатель Кубка Гагарина |            |  |
| 2018 | Ак Барс | Обладатель Кубка Гагарина |            |  |

Международные
| Год  | Команда         | Достижение                                   | Достижение |
| ---- | --------------- | -------------------------------------------- | ---------- |
| 2007 | Россия (юниор.) | Победитель юниорского чемпионата мира        |            |
| 2009 | Россия (мол.)   | Бронзовый призёр молодёжного чемпионата мира |            |